# Gabriella Di Grecco
Gabriella Di Grecco (Cuiabá, 22 de janeiro de 1989) é uma atriz, cantora, performer e compositora brasileira. Sua primeira experiência profissional foi em 2011, protagonizando a série Lado Nix. Protagonizou também os musicais Meia-Noite Cinderela e CINZA. Em 2015, fez seu debut na televisão na novela Além do Tempo. Em 2019, ganhou reconhecimento internacional por co-protagonizar a série Bia, do Disney Channel, exibida em toda a América Latina e Europa.

## Carreira
Gabriella mudou-se para São Paulo aos 18 anos e ingressou na faculdade de Propaganda e Marketing. Aos 22, teve sua primeira vivência profissional como atriz ao protagonizar a websérie brasileira Lado Nix, produzida pela Mambo Jack Filmes. Neste momento, por ser um conteúdo inédito no Brasil, a série ganhou bastante destaque, sendo foco de estudos acadêmicos e até sido premiada no Festival Nacional de Televisão 2012. Depois dessa experiência, decidida de que a arte era o rumo que tomaria, concluiu a universidade, formando-se em 2012 e iniciou seus estudos em teatro musical. Em 2013, conseguiu o papel-título do musical Cinderela e mudou-se para o Rio de Janeiro. No fim do ano, protagonizou o musical Meia-Noite Cinderela, escrito e composto por Jay Vaquer, com preparação vocal de Jane Duboc.
Em 2014, decidiu dedicar-se mais aos estudos de artes performáticas e mudou-se para Nova York, estudando na American Academy of Dramatic Arts. Nesse período, teve a oportunidade de estudar com nomes respeitados como Susan Pilar (na atuação) e David Fairchild (na preparação vocal). No fim daquele ano, voltou ao Brasil para protagonizar, com Paulinho Serra, CINZA, também escrito e composto por Jay Vaquer, e dessa vez tendo sua direção. O musical ópera rock teve destaque pela sua irreverência, sendo convidado para participar do FITA (Festa Internacional de Teatro de Angra).
Em 2015, CINZA ganhou o palco do Oi Casagrande, dessa vez com Moogie Canazio assinando o desenho de som e Gabriella Di Grecco ganhou bastante destaque por sua performance, levando ao seu debut na televisão. Estreou na novela Além do Tempo, da Rede Globo, interpretando a versão jovem da co-protagonista Emília (interpretada por Ana Beatriz Nogueira, na versão madura). No ano seguinte, foi convidada para a novela Cúmplices de Um Resgate, no SBT, fazendo o papel de Gemima, e voltou a viver em São Paulo. Em seguida, ainda em 2016, voltou aos palcos com a peça de teatro Os Donos do Mundo, no papel de Helena.
Ainda nos palcos, mas dessa vez cantando, em 2017, Gabriella foi escalada para o elenco principal de Vamp - O Musical, uma adaptação do sucesso televisivo de mesmo nome nos anos 90. A versão musical também foi dirigida por Jorge Fernando e protagonizada por Ney Latorraca e Cláudia Ohana. Sucesso de público e crítica, a peça fez temporadas no Rio de Janeiro, São Paulo e nas principais cidades do Brasil. No fim do ano, foi convocada para participar do processo seletivo da Disney para Bia, fazendo o teste no Brasil.
Em janeiro de 2018, foi a Buenos Aires participar do bootcamp para selecionar os 15 atores que formariam o elenco da série Bia do Disney Channel América Latina. Em fevereiro, recebeu a notícia de que foi aprovada para ser a co-protagonista da série, Ana/Helena, e se mudou para a capital argentina em março para iniciar a preparação para o papel, fazendo oficinas e treinamentos de atuação, canto, dança e espanhol. Em 2019, estreou a primeira temporada e a série cativou o público jovem de toda a América Latina e Europa, sendo exibida em mais de 40 países.
Em 2020, Gabriella Di Grecco lançou seu canal no YouTube com seu projeto Tamo Junto, um programa com o conceito de mostrar com uma identidade musical e visual quem é o convidado que recebe. Ainda nesse ano, segue trabalhando na série Bia, que exibe sua segunda temporada, que explodiu em audiência nos últimos capítulos. Neste ano, foi nominada, junto ao elenco e equipe de Bia, aos Prêmios Gardel (premiação mais importante da indústria fonográfica argentina) na categoria Melhor Álbum de Trilha Sonora de Cinema/Televisão, com o álbum Así Yo Soy. Ainda em 2020, Gabriella está presente como co-protagonista na segunda temporada de Bia, reafirmando o êxito entre os jovens conquistados na primeira temporada. Nesse mesmo ano, Gabriella é convidada para ser apresentadora da última temporada do programa Disney Planet News, que mostra os bastidores e lançamentos da Disney. Gabriella comandava o programa ao lado do veterano Bruno Heder, gravado sempre em dois idiomas: Português e Espanhol.
Em 2021, concluída a temporada de Disney Planet News, continuou ascendendo na carreira de atriz e cantora. Vivendo duas vilãs de uma só vez. A primeira delas é a própria Helena, num spin off de Bia chamado Bia - Um Mundo do Avesso. A segunda, dessa vez, de volta ao Brasil, Gabriella Di Grecco desponta como a antagonista de O Coro: Sucesso, Aqui Vou Eu série musical escrita e dirigida por Miguel Falabella para a plataforma Disney+, que apostou no projeto, gravando duas temporadas (uma em 2021 e a outra em 2022) antes mesmo da sua estreia.
Em 2023, com um nome mais estabelecido na carreira artística, Gabriella Di Grecco abre publicamente as suas novas vertentes de atuação dentro da arte, dessa vez, na música. Neste ano, Gabriella foi convidada para integrar o time de compositores da Warner Chappell Brasil, ampliando seu espaço dentro da arte através da música, fazendo composições autorais para diversos artistas. Além disso, Gabriella vem ganhando espaço como diretora de videoclipes, tendo dirigido clipes musicais diversos, desde os mais minimalistas até captações ao vivo em festival de música, compreendendo um público de aproximadamente 30 mil pessoas.

## Filmografia

### Atuação
| Ano       | Título                       | Papel                            | Notas   |
| 2011      | Lado Nix                     | Nix                              |         |
| 2015      | Além do Tempo                | Emília                           |         |
| 2016      | Cúmplices de Um Resgate      | Gemima                           |         |
| 2018      | Deus Salve o Rei             | Ivana, Princesa de Alfambres     |         |
| 2019-2020 | Bia                          | Helena Urquiza/Ana da Silvo/Vera |         |
| 2021      | Bia: Um Mundo do Avesso      | Helena Urquiza                   | Disney+ |
| 2022      | O Coro: Sucesso, Aqui Vou Eu | Nora Labbra                      | Disney+ |

### Direção
| Ano  | Título                                                 | Função             |
| ---- | ------------------------------------------------------ | ------------------ |
| 2020 | Imagem a Refletir (versão em português do filme Mulan) | Diretora           |
| 2021 | Quando o Sol Bater na Janela do Teu Quarto             | Diretora Artística |
| 2022 | Checkmate                                              | Diretora Artística |
| 2023 | Veneno                                                 | Diretora           |
| 2023 | Lado B                                                 | Diretora           |

## Teatro
| Ano       | Título                  | Papel     | Notas           |
| --------- | ----------------------- | --------- | --------------- |
| 2013      | Cinderela               | Cinderela | Protagonista    |
| 2013      | Meia-Noite Cinderela    | Cinderela | Protagonista    |
| 2014-2015 | CINZA                   | C.        | Protagonista    |
| 2016      | Os Donos do Mundo       | Helena    | Co-Protagonista |
| 2017      | Vamp - O Musical        | Lena      | Coadjuvante     |
| 2025      | Uma Babá Quase Perfeita | Lydia     | Coadjuvante     |

## Discografia
Álbum Así Yo Soy - Disney Bia
| Faixa | Título                   | Notas                   |
| ----- | ------------------------ | ----------------------- |
| 1     | "Así Yo Soy"             | Canção Grupal           |
| 3     | "Si Vuelvo a Nacer"      | Dueto com Isabela Souza |
| 12    | "Dar la Vuelta al Mundo" | Solista                 |
| 15    | "La Vida Te Devuelve"    | Canção Grupal           |
| 19    | "Si Tú Estás Conmigo"    | Canção Grupal           |

Álbum Si Vuelvo a Nacer - Disney Bia
| Faixa | Título              | Notas                                        |
| ----- | ------------------- | -------------------------------------------- |
| 7     | "Esto"              | Dueto com Fer Dente                          |
| 12    | "Si Vuelvo a Nacer" | Dueto com Isabela Souza (versão em espanhol) |

Álbum Grita - Disney Bia
| Faixa | Título                | Notas           |
| ----- | --------------------- | --------------- |
| 1     | "Grita"               | Canção Grupal   |
| 4     | "Aquí Me Encontrarás" | Canção Grupal   |
| 6     | "Voy"                 | Elenco Feminino |

Álbum Un Mundo Al Revés - Disney Bia
| Faixa | Título              | Notas                   |
| ----- | ------------------- | ----------------------- |
| 1     | "Es Un Juego"       | Canção Grupal           |
| 2     | "En tu Cara"        | Dueto com Isabela Souza |
| 5     | "Vengo Desde Lejos" | Dueto com Fer dente     |
| 6     | "Quiero Bailar"     | Canção Grupal           |

### Composição
| Ano  | Música    | Artista  |
| ---- | --------- | -------- |
| 2021 | Checkmate | DIGRECCO |
| 2023 | Veneno    | DIGRECCO |
| 2023 | Mi Amor   | DIGRECCO |
| 2023 | Lado B    | DIGRECCO |